# Sphenomorphus capitolythos
Espèce
Synonymes
- Lygosoma keiensis Kopstein, 1926
- Sphenomorphus keiense (Kopstein, 1926)

Sphenomorphus capitolythos est une espèce de sauriens de la famille des Scincidae.

## Répartition
Cette espèce est endémique des Moluques en Indonésie.

## Étymologie
Le nom spécifique capitolythos vient du latin caput, la tête, et du grec lythos, la pierre, en référence à Felix Kopstein, le premier descripteur, dont le nom peut être décomposé en allemand en Kop, kopf désignant la tête, et stein, stein désignant la pierre.

## Publication originale
- Shea & Michels, 2009 : A replacement name for Sphenomorphus keiensis (Kopstein, 1926) from the southeastern Moluccas, Indonesia (Reptilia: Squamata: Scincidae) with a redescription of the species. Zoologische Mededelingen, vol. 82, p. 737-747 (texte intégral).